# 알리시아 데 라로차

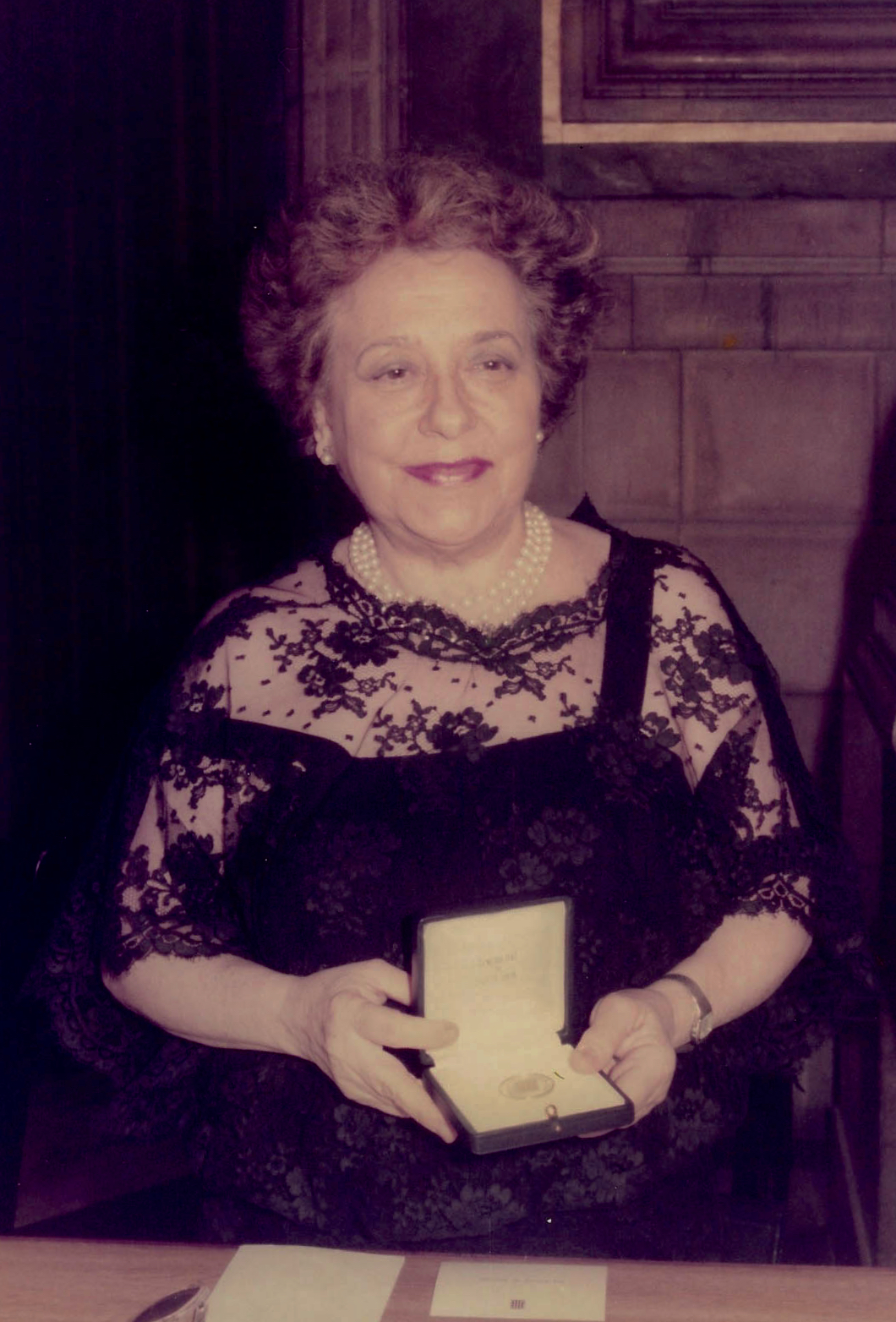

알리시아 데 라로차(Alicia de Larrocha y de la Calle, 1923년 5월 23일 – 2009년 9월 25일)는 에스파냐의 피아니스트이자 작곡가이다. 20세기의 위대한 피아노 전설 중 한 명으로 여겨졌다. 로이터 통신은 그녀를 "역사상 가장 위대한 스페인 피아니스트", 타임지는 "세계에서 가장 뛰어난 피아니스트 중 한 명", 가디언은 "당시 최고의 스페인 피아니스트"라고 불렀다.
그녀는 여러 개의 그래미 상과 예술 부문의 아스투리아스 공상을 수상했다. 이사크 알베니스와 엔리케 그라나도스의 작품에 더 큰 인기를 가져온 것으로 평가된다. 1995년에 그녀는 유네스코 상을 수상한 최초의 에스파냐 예술가가 되었다.
알리시아 데 라로차는 스페인 카탈루냐의 바르셀로나에서 태어났다.그녀는 3살 때 프랭크 마샬과 함께 피아노를 배우기 시작했다. 5살 때 바르셀로나에서 열린 국제 박람회에서 처음으로 대중 공연을 했다. 1929년 세비야에서 열린 만국 박람회에서 6세 때 첫 번째 콘서트를 열었고, 11세 때 오케스트라 데뷔를 했다. 1947년에 국제 순회공연을 시작했고 1954년에 로스앤젤레스 필하모닉과 함께 북미 순회공연을 했다. 1966년, 데 라로차는 남아프리카를 순회하는 첫 번째 힘든 투어에 참여했는데, 이 투어는 1969년에 세 번의 투어가 완료되었다.
데 라로차는 솔로 피아노 레퍼토리와 특히 그녀의 모국인 스페인의 작곡가들의 작품을 수없이 녹음했다. 마누엘 데 파야, 엔리케 그라나도스, 이사크 알베니스 등의 음악을 녹음한 것으로 유명하다.
나이가 들면서 다른 스타일의 음악을 연주하기 시작했다; 더 많은 모차르트와 베토벤이 그녀의 리사이틀에 등장했고, 그녀는 뉴욕 링컨 센터의 "모차르트 페스티벌"의 단골손님이 되었다.
알리샤 데 라로차는 2009년 9월 25일 86세의 나이로 바르셀로나 키론 병원에서 사망했다. 남편인 피아니스트 후안 토라는 두 명의 자녀를 두고 1982년 세상을 떠났다.